# Pont Gran Duquessa Charlotte
El Pont Gran Duquessa Charlotte (en luxemburguès: Groussherzogin-Charlotte-Bréck; en francès: Pont Gran-Duchesse Charlotte; en alemany: Großherzogin-Charlotte-Brücke) és un pont de carretera a la ciutat de Luxemburg, en el sud de Luxemburg.
Porta a través de la N51 del Alzette, que connecta l'avinguda John Fitzgerald Kennedy, en Kirchberg, amb el Bulevard Robert Schuman, en Limpertsberg. El pont també es coneix com el Pont Vermell (luxemburguès: Breck Rout, en alemany: Brücke Rote, en francès: Pont Rouge) a causa de la seva pintura vermella distintiva.